# Вернер фон Шмідт
Не плутати з іншим підводником Вернером Шмідтом!
Вернер фон Шмідт (нім. Werner von Schmidt; 17 квітня 1906, Герліц — 2 серпня 1978) — німецький офіцер-підводник, корветтен-капітан крігсмаріне.

## Біографія
1 квітня 1926 року вступив на флот. З вересня 1933 по вересень 1934 року служив в розвідувальному училищі підводників в Кілі. З грудня 1934 року — 1-й вахтовий офіцер на плавучій базі підводних човнів «Саар». З 30 вересня 1935 року по 1 жовтня 1937 року — командир підводних човнів U-9, U-12 і U-15, з 3 січня по 12 грудня 1938 року — U-25. З 13 грудня 1938 по 15 січня 1939 року перебував в розпорядження флотилії підводних човнів «Зальцведель».
З 11 лютого по 20 вересня 1939 року — командир U-40, на якому здійснив 1 похід (31 день в морі). 21 вересня 1939 року переданий в розпорядження флотилії підводних човнів «Гундіус», 25 жовтня 1939 року — училища підводників в Нойштадті. З 1 грудня 1939 року — керівник з підготовки підводників в 3-му навчальному дивізіоні унтерофіцерів ВМС, з 5 лютого 1940 року — в 1-му навчальному дивізіоні підводних човнів. З 28 липня 1940 року — інструктор, пізніше командир навчального взводу 1-ї навчальної дивізії підводних човнів. З 9 грудня 1940 року — керівник бази підводних човнів в Бресті. З 3 по 30 квітня 1941 року — керівник з підготовки італійської навчальної групи підводників при 27-й флотилії. З 26 липня 1941 по 10 вересня 1942 року — командир U-116, на якому зробив 3 походи (разом 94 дні в морі), потопив 1 і пошкодив ще 1 корабель.
| Дата          | Назва                 | Тип               | Тоннаж | Вантаж                         | Екіпаж | Загинули | Країна             | Конвой |
| ------------- | --------------------- | ----------------- | ------ | ------------------------------ | ------ | -------- | ------------------ | ------ |
| 12 липня 1942 | Cortona (пошкоджений) | Торговий пароплав | 7,093  | 2100 тонн генеральних вантажів | 55     | 32       | Британська імперія | OS-33  |
| 12 липня 1942 | Shaftesbury           | Торговий пароплав | 4,284  | 5700 тонн вугілля              | 45     | 0        | Британська імперія | OS-33  |

11 вересня 1942 року переданий в розпорядження 1-ї флотилії. З 2 листопада 1942 року — командир 8-ї флотилії і керівник бази підводних човнів в Данцигу. 1 квітня 1944 року переданий в розпорядження командувача підводними човнами на Балтійському морі, 6 вересня 1944 року — головнокомандувача підводним флотом. З 16 жовтня 1944 року — керівник приймальної командир підводних човнів в Кілі. В травні 1945 року взятий в полон. 6 лютого 1946 року звільнений.

## Звання
- Кандидат в офіцери (1 квітня 1926)
- Морський кадет (26 жовтня 1926)
- Фенріх-цур-зее (1 квітня 1928)
- Оберфенріх-цур-зее (1 червня 1930)
- Лейтенант-цур-зее (1 жовтня 1930)
- Оберлейтенант-цур-зее (1 квітня 1933)
- Капітан-лейтенант (1 квітня 1936)
- Корветтен-капітан (1 квітня 1941)

## Нагороди
- Медаль «За вислугу років у Вермахті» 4-го і 3-го класу (12 років)